# Birte Kont
Birte Kont (født 1948 i København) er en dansk forfatter.
Hun debuterede som børnebogsforfatter med Den, der hvisker, lyver – en løgnehistorie fra dengang, der kørte sporvogne (1994) og blev uddannet cand.phil. i litteraturvidenskab i 2001 på et speciale om Franz Kafka, som er udgivet som Skyldidentiteten hos Franz Kafka – et essay om en moderne jødisk tvivlers livtag med Loven (2002).
Hendes jødiske baggrund er et tema i hendes virke, og hun har været redaktør for Jødisk Orientering. I 2011 udgav hun den delvist selvbiografiske roman En by i Rusland.
Kont modtog i 2000 og 2003 Litteraturrådets arbejdslegat til kulturessayistik og i 2012 et arbejdslegat fra Statens Kunstfond.